# Pseudo-
Prefixet pseudo- som betyder "falsk" på gammalgrekiska. Det ingår i ord som beskriver saker som inte är vad de kan se ut att vara, exempelvis i begreppen:
- Pseudoanglicism
- Pseudepigrafi
- Pseudokod
- Pseudorunor
- Pseudonorm
- Pseudonym
- Pseudo-Riemannsk mångfald
- Pseudoslumptalsgenerator
- Pseudovektor
- Pseudovetenskap